# Villa aspiculata
Villa aspiculata är en tvåvingeart som beskrevs av Hesse 1956. Villa aspiculata ingår i släktet Villa och familjen svävflugor. Inga underarter finns listade i Catalogue of Life.